# Çarşamba
Çarşamba – miasto w Turcji w prowincji Samsun.
Według danych na rok 2000 miasto zamieszkiwało 49 189 osób.